# Maláj tornyoscsiga
A maláj tornyoscsiga vagy tűhegyes koronacsiga (Melanoides tuberculata) trópusi-szubtrópusi eredetű édesvízi csigafaj. Gyakran tartják akváriumban, a meleg éghajlatú országok természetes vizeiben, a mérsékelt égövön pedig a termál- és mesterségesen fűtött vizekben invazív fajként viselkedik. 

## Megjelenése

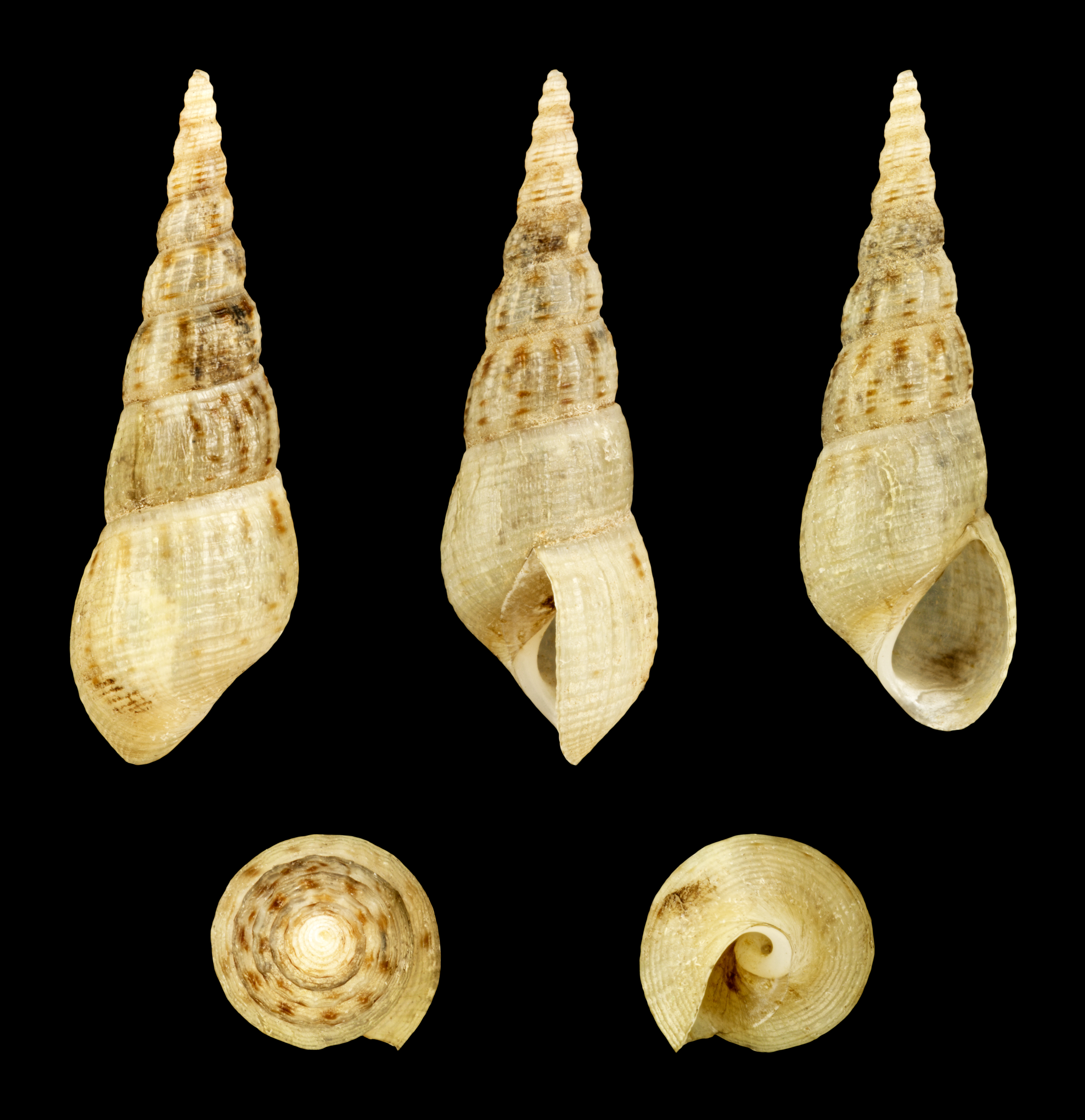

A maláj tornyoscsiga háza általában 20-30, ritkán akár 50 mm hosszú, keskeny, hegyesen kúpos, 10-15 kanyarulatból is állhat. Színe világosbarna, szaruszínű, hosszanti csíkokba rendeződő rozsdavörös foltokkal. A héj többnyire a kanyarulatokat követve durván rovátkolt, de lehet sima is. Az állat a házba visszahúzódva azt héjfedővel, operculummal képes elzárni. Kopoltyúval lélegzik. A hímek házát átvilágítva a csúcstól 5-6 kanyarulatnál megfigyelhető a vörös herezacskó.

## Elterjedése
Eredetileg Kelet-Afrika és Nyugat-Ázsia patakjaiban, tiszta folyóiban volt honos, de ma már az egész világ trópusi és szubtrópusi területein elterjedt a Karibi-térségtől Közép-Amerikán és a Csendes-óceáni szigeteken át Dél-és Délkelet-Ázsiáig és egész Afrikáig. A mérsékelt éghajlatú országokban is előfordul botanikus kertek fűtött tavaiban vagy termálvizekben. Magyarországon legrégebbi előfordulása a Margitsziget Zsigmondy-forrásának tavából ismert. Innen kisodródik a Dunába is és héja időnként megtalálható a parton. Nyaranta néha nagy kolóniákat alkot a Városligeti-tóban. A Hévízi-tóban és elvezető csatornájában is él. A termálvizekben elterjedve kiszoríthatja az őshonos fajokat, például a fekete csigát.  

## Életmódja
A maláj tornyoscsiga a 18-32 °C közötti közepesen vagy gyorsan folyó vizeket kedveli, ahol az aljzatot túrja tápláléka, a szerves hulladékok és algák után. A félsós brakkvizeket és az alacsony oxigénszintet is jól tűri. Többnyire váltivarú, Izraelben találtak hermafrodita példányokat is. A nőstények képesek szűznemzéssel is szaporodni. A megtermékenyített peték még az uterusban kikelnek, így a faj elevenszülő.  

## Parazitái

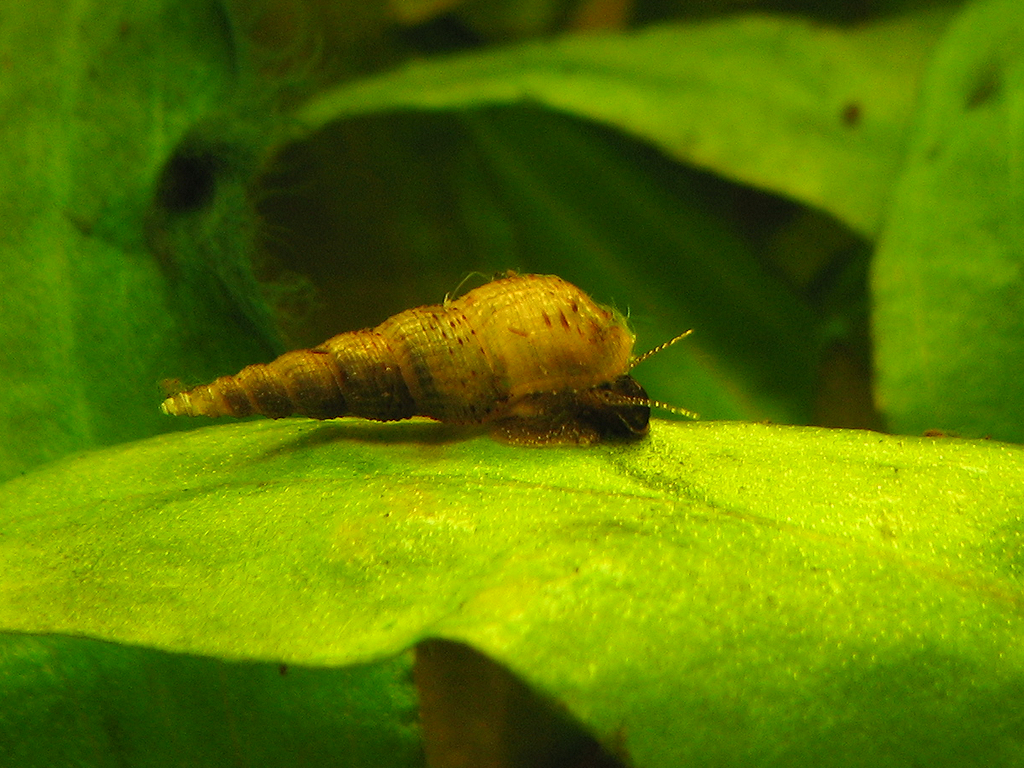

A maláj tornyoscsiga a következő mételyek köztesgazdája lehet:
- Heterophydae: Diorchitrema formosanum, Opisthorchis sinensis, Metagonimus spp., Haplorchis pumilio, Centrocestus formosanus
- Lecithodendriidae: Prosthodendrium pyramidum
- Notocotylidae: Notocotylus magniovatus, Catatropis verrucosa
- Opistorchiidae: Clonorchis sinensis (kínai májmétely)
- Paragonimidae: Paragonimus westermani (keleti tüdőmétely)
- Philophtalmidae: Philophtalmus sp.
- Transversotrematidae: Transversotrema soparkari

Némely közülük az emberre is veszélyes lehet.

## Akváriumi tartása
Az akvaristák által kedvelt csigafaj, mert megeszi a fölösleges haltápot és a vízinövények lehullott leveleit és átszellőzteti a talajt. A növényeket nem rágja meg és a halakkal nem törődik. Túletetés esetén azonban igen hamar képes elszaporodni.